# Thalamophyllia riisei
Thalamophyllia riisei är en korallart som först beskrevs av Duchassaing och Giovanni Michelotti 1864.  Thalamophyllia riisei ingår i släktet Thalamophyllia och familjen Caryophylliidae. Inga underarter finns listade i Catalogue of Life.